# Ambohiborona
Ambohiborona – gmina (kaominina) i miasto na Madagaskarze, w regionie Vakinankaratra, w dystrykcie Faratsiho. W 2001 roku zamieszkana była przez 26 130 osób. Siedzibę administracyjną stanowi Ambohiborona.
Przez gminę przebiega droga prowincjonalna. Na jej obszarze funkcjonują m.in. szkoły pierwszego oraz drugiego (cyklu pierwszego) stopnia. 99% mieszkańców trudni się rolnictwem. Produktem o największym znaczeniu żywnościowym jest ryż.